# فولتا كولومبيا 2019
فولتا كولومبيا 2019 (بالإسبانية: Vuelta a Colombia 2019)‏ هو سباق دراجات هوائية، وهو الموسم التاسع والستين من فولتا كولومبيا، وأقيم خلال الفترة من 16 يونيو 2019، وحتى 30 يونيو 2019، وشارك فيه  139 متسابقاً ووصل إلى نهايته  98 متسابقاً.
فاز بالمركز الأول فابيو دوارتي، وفاز بالمركز الثاني سلفادور مورينو هيرنانديز ‏، وفاز بالمركز الثالث أوسكار سبييا ريبيرا، وفاز في ترتيب النقاط للشباب Jhojan García ‏، وفاز في ترتيب الفرق ميديلين 2019 ‏، وفاز في ترتيب النقاط فايمار رولدان ‏، وفاز في تصنيف الجبال ألفارو دوارتي ساندوفال، وفاز في تصنيف السرعة ويليام مونيوز ‏.

## الفرق
| فرق قارية (6)- Coldeportes Bicicletas Strongman ‏ - Coldeportes Zenú ‏ - Nu Colombia ‏ - GW–Shimano ‏ - ميديلين 2019 ‏ - Orgullo Paisa ‏ فرق دراجات هواة (5)- EBSA Empresa de Energía Boyacá‏ - Fuerzas Armadas-Ejército Nacional‏ - Fundación Depormundo‏ - Néctar-Gobernación de Cundinamarca‏ - Sundark Arawak‏ فرق أندية الدراجات (3)- Boyacá Raza de Campeones ‏ - Liciclismo Huila‏ - Supergiros–Alcaldía de Manizales ‏ Unknown team category- Saitel Team‏ |  |
| |  |

## المراحل
| قائمة المراحل | قائمة المراحل | قائمة المراحل                   | قائمة المراحل         | قائمة المراحل | قائمة المراحل       | قائمة المراحل       |
| المرحلة       | التاريخ       | الدورة                          |                       | المسافة (كم)  | الفائز بالمرحلة     | القائد العام        |
| ------------- | ------------- | ------------------------------- | --------------------- | ------------- | ------------------- | ------------------- |
| المقدمة       | 16 يونيو      | يوبال – يوبال                   | مرحلة سباق الزمن فردي | 7٫1           | أوسكار سبييا ريبيرا | أوسكار سبييا ريبيرا |
| المرحلة 1     | 17 يونيو      | Pore, Casanare ‏ – Aguazul ‏      | مرحلة مستوية          | 144٫3         | ويليام مونيوز ‏      | أوسكار سبييا ريبيرا |
| المرحلة 2     | 18 يونيو      | Paipa ‏ – سوكورو، سانتاندر ‏      | مرحلة التلال          | 203٫1         | روبيزون أويولا      | روبيزون أويولا      |
| المرحلة 3     | 19 يونيو      | San Gil ‏ – بوكارامانغا          | مرحلة متوسطة          | 107٫8         | Cristhian Montoya ‏  | روبيزون أويولا      |
| المرحلة 4     | 20 يونيو      | بوكارامانغا – بارانكابيرميخا    | مرحلة التلال          | 121٫8         | فايمار رولدان ‏      | روبيزون أويولا      |
| المرحلة 5     | 21 يونيو      | بارانكابيرميخا – Puerto Boyacá ‏ | مرحلة مستوية          | 221٫1         | Carlos Alzate ‏      | روبيزون أويولا      |
| المرحلة 6     | 22 يونيو      | Puerto Boyacá ‏ – ريونيغرو       | مرحلة جبلية           | 178٫5         | عمر ميندوزا ‏        | خوسيه تيتو هرنانديز |
| المرحلة 7     | 23 يونيو      | ميديلين – ميديلين               | مرحلة مستوية          | 100           | فايمار رولدان ‏      | خوسيه تيتو هرنانديز |
| المرحلة 8     | 25 يونيو      | مانيزاليس – مانيزاليس           | مرحلة مستوية          | 106           | بريان غوميز         | خوسيه تيتو هرنانديز |
| المرحلة 9     | 26 يونيو      | كارتاغو ‏ – Alto de La Línea ‏    | مرحلة جبلية           | 137           | هاينر بارا          | هاينر بارا          |
| المرحلة 10    | 27 يونيو      | إيباغيه – Albán, Cundinamarca ‏  | مرحلة جبلية           | 210٫7         | أوسكار سبييا ريبيرا | فابيو دوارتي        |
| المرحلة 11    | 28 يونيو      | Tocancipá ‏ – Sáchica ‏           | مرحلة التلال          | 149٫5         | Óscar Quiroz ‏       | فابيو دوارتي        |
| المرحلة 12    | 29 يونيو      | Villa de Leyva ‏ – Socha ‏        | مرحلة متوسطة          | 157٫3         | براندون ريفيرا ‏     | فابيو دوارتي        |
| المرحلة 13    | 30 يونيو      | Puente de Boyacá ‏ – تونخا       | مرحلة سباق الزمن فردي | 22            | Brayan Sánchez ‏     | فابيو دوارتي        |

## النتيجة

### مرحلة 0
هي مرحلة من نوع سباق زمن فردي، أقيمت في 16 يونيو 2019، وامتدّت لمسافة 7.1 كيلومتر. فاز بالمركز الأول، وتصدر الترتيب العام في نهاية المرحلة أوسكار سبييا ريبيرا.
| التصنيف العام | التصنيف العام       | التصنيف العام          | التصنيف العام | التصنيف العام |
| العداء        | العداء              | الفريق                 | الوقت         |               |
| ------------- | ------------------- | ---------------------- | ------------- | ------------- |
| 1             | أوسكار سبييا ريبيرا | ميديلين ‏               | 8 د 27 ث      |               |
| 2             | Brayan Sánchez ‏     | Orgullo Paisa ‏         | + 8 ث         |               |
| 3             | كارلوس راميريز      | Nu Colombia ‏           | + 10 ث        |               |
| 4             | ميغيل أنخيل رييس    | Nu Colombia ‏           | + 11 ث        |               |
| 5             | فابيو دوارتي        | ميديلين ‏               | + 12 ث        |               |
| 6             | بريان غوميز         | فريق مانزانا بوستوبون ‏ | + 13 ث        |               |
| 7             | خوان بابلو سواريز   | GW–Shimano ‏            | + 13 ث        |               |
| 8             | خوسيه تيتو هرنانديز | Orgullo Paisa ‏         | + 14 ث        |               |
| 9             | والتر فارغاس        | ميديلين ‏               | + 14 ث        |               |
| 10            | روبيزون أويولا      | ميديلين ‏               | + 15 ث        |               |
|               |                     |                        |               |               |
|               |                     |                        |               |               |

### مرحلة 1
هي مرحلة مستوية، أقيمت في 17 يونيو 2019، وامتدّت لمسافة 144.3 كيلومتر. فاز بالمركز الأول ويليام مونيوز ‏، وتصدر الترتيب العام في نهاية المرحلة أوسكار سبييا ريبيرا.
| التصنيف العام | التصنيف العام       | التصنيف العام          | التصنيف العام | التصنيف العام |
| العداء        | العداء              | الفريق                 | الوقت         |               |
| ------------- | ------------------- | ---------------------- | ------------- | ------------- |
| 1             | أوسكار سبييا ريبيرا | ميديلين ‏               | 3 س 27 د 29 ث |               |
| 2             | بريان غوميز         | فريق مانزانا بوستوبون ‏ | + 7 ث         |               |
| 3             | Brayan Sánchez ‏     | Orgullo Paisa ‏         | + 8 ث         |               |
| 4             | كارلوس راميريز      | Nu Colombia ‏           | + 10 ث        |               |
| 5             | ميغيل أنخيل رييس    | Nu Colombia ‏           | + 11 ث        |               |
| 6             | فابيو دوارتي        | ميديلين ‏               | + 12 ث        |               |
| 7             | خوان بابلو سواريز   | GW–Shimano ‏            | + 13 ث        |               |
| 8             | خوسيه تيتو هرنانديز | Orgullo Paisa ‏         | + 14 ث        |               |
| 9             | والتر فارغاس        | ميديلين ‏               | + 14 ث        |               |
| 10            | روبيزون أويولا      | ميديلين ‏               | + 15 ث        |               |
|               |                     |                        |               |               |
|               |                     |                        |               |               |

### مرحلة 2
هي مرحلة جبلية، أقيمت في 18 يونيو 2019، وامتدّت لمسافة 203.1 كيلومتر. فاز بالمركز الأول، وتصدر الترتيب العام في نهاية المرحلة روبيزون أويولا.
| التصنيف العام | التصنيف العام       | التصنيف العام                     | التصنيف العام | التصنيف العام |
| العداء        | العداء              | الفريق                            | الوقت         |               |
| ------------- | ------------------- | --------------------------------- | ------------- | ------------- |
| 1             | روبيزون أويولا      | ميديلين ‏                          | 8 س 13 د 37 ث |               |
| 2             | فرانك أوسوريو       | Coldeportes Bicicletas Strongman ‏ | + 19 ث        |               |
| 3             | أوسكار سبييا ريبيرا | ميديلين ‏                          | + 20 ث        |               |
| 4             | Brayan Sánchez ‏     | Orgullo Paisa ‏                    | + 28 ث        |               |
| 5             | Johnatan Cañaveral ‏ | Coldeportes Bicicletas Strongman ‏ | + 30 ث        |               |
| 6             | ميغيل أنخيل رييس    | Nu Colombia ‏                      | + 31 ث        |               |
| 7             | فابيو دوارتي        | ميديلين ‏                          | + 32 ث        |               |
| 8             | خوان بابلو سواريز   | GW–Shimano ‏                       | + 33 ث        |               |
| 9             | خوسيه تيتو هرنانديز | Orgullo Paisa ‏                    | + 34 ث        |               |
| 10            | فايمار رولدان ‏      | ميديلين ‏                          | + 38 ث        |               |
|               |                     |                                   |               |               |
|               |                     |                                   |               |               |

### مرحلة 3
هي مرحلة جبلية متوسطة، أقيمت في 19 يونيو 2019، وامتدّت لمسافة 107.8 كيلومتر. فاز بالمركز الأول Cristhian Montoya ‏، وتصدر الترتيب العام في نهاية المرحلة روبيزون أويولا.
| التصنيف العام | التصنيف العام       | التصنيف العام                       | التصنيف العام  | التصنيف العام |
| العداء        | العداء              | الفريق                              | الوقت          |               |
| ------------- | ------------------- | ----------------------------------- | -------------- | ------------- |
| 1             | روبيزون أويولا      | ميديلين ‏                            | 10 س 54 د 36 ث |               |
| 2             | أوسكار سبييا ريبيرا | ميديلين ‏                            | + 16 ث         |               |
| 3             | فرانك أوسوريو       | Coldeportes Bicicletas Strongman ‏   | + 19 ث         |               |
| 4             | خوسيه تيتو هرنانديز | Orgullo Paisa ‏                      | + 23 ث         |               |
| 5             | Brayan Sánchez ‏     | Orgullo Paisa ‏                      | + 28 ث         |               |
| 6             | Johnatan Cañaveral ‏ | Coldeportes Bicicletas Strongman ‏   | + 30 ث         |               |
| 7             | ميغيل أنخيل رييس    | Nu Colombia ‏                        | + 31 ث         |               |
| 8             | فابيو دوارتي        | ميديلين ‏                            | + 31 ث         |               |
| 9             | Sebastián Caro ‏     | Néctar-Gobernación de Cundinamarca ‏ | + 32 ث         |               |
| 10            | خوان بابلو سواريز   | GW–Shimano ‏                         | + 33 ث         |               |
|               |                     |                                     |                |               |
|               |                     |                                     |                |               |

### مرحلة 4
هي مرحلة جبلية، أقيمت في 20 يونيو 2019، وامتدّت لمسافة 121.8 كيلومتر. فاز بالمركز الأول فايمار رولدان ‏، وتصدر الترتيب العام في نهاية المرحلة روبيزون أويولا.
| التصنيف العام | التصنيف العام       | التصنيف العام                       | التصنيف العام  | التصنيف العام |
| العداء        | العداء              | الفريق                              | الوقت          |               |
| ------------- | ------------------- | ----------------------------------- | -------------- | ------------- |
| 1             | روبيزون أويولا      | ميديلين ‏                            | 13 س 41 د 43 ث |               |
| 2             | أوسكار سبييا ريبيرا | ميديلين ‏                            | + 18 ث         |               |
| 3             | فرانك أوسوريو       | Coldeportes Bicicletas Strongman ‏   | + 21 ث         |               |
| 4             | خوسيه تيتو هرنانديز | Orgullo Paisa ‏                      | + 25 ث         |               |
| 5             | Brayan Sánchez ‏     | Orgullo Paisa ‏                      | + 30 ث         |               |
| 6             | Johnatan Cañaveral ‏ | Coldeportes Bicicletas Strongman ‏   | + 32 ث         |               |
| 7             | ميغيل أنخيل رييس    | Nu Colombia ‏                        | + 33 ث         |               |
| 8             | فابيو دوارتي        | ميديلين ‏                            | + 33 ث         |               |
| 9             | Sebastián Caro ‏     | Néctar-Gobernación de Cundinamarca ‏ | + 34 ث         |               |
| 10            | خوان بابلو سواريز   | GW–Shimano ‏                         | + 35 ث         |               |
|               |                     |                                     |                |               |
|               |                     |                                     |                |               |

### مرحلة 5
هي مرحلة مستوية، أقيمت في 21 يونيو 2019، وامتدّت لمسافة 221.1 كيلومتر. فاز بالمركز الأول Carlos Alzate ‏، وتصدر الترتيب العام في نهاية المرحلة روبيزون أويولا.
| التصنيف العام | التصنيف العام       | التصنيف العام                       | التصنيف العام  | التصنيف العام |
| العداء        | العداء              | الفريق                              | الوقت          |               |
| ------------- | ------------------- | ----------------------------------- | -------------- | ------------- |
| 1             | روبيزون أويولا      | ميديلين ‏                            | 18 س 56 د 27 ث |               |
| 2             | أوسكار سبييا ريبيرا | ميديلين ‏                            | + 18 ث         |               |
| 3             | فرانك أوسوريو       | Coldeportes Bicicletas Strongman ‏   | + 21 ث         |               |
| 4             | خوسيه تيتو هرنانديز | Orgullo Paisa ‏                      | + 25 ث         |               |
| 5             | Brayan Sánchez ‏     | Orgullo Paisa ‏                      | + 30 ث         |               |
| 6             | Johnatan Cañaveral ‏ | Coldeportes Bicicletas Strongman ‏   | + 32 ث         |               |
| 7             | ميغيل أنخيل رييس    | Nu Colombia ‏                        | + 33 ث         |               |
| 8             | فابيو دوارتي        | ميديلين ‏                            | + 33 ث         |               |
| 9             | Sebastián Caro ‏     | Néctar-Gobernación de Cundinamarca ‏ | + 34 ث         |               |
| 10            | خوان بابلو سواريز   | GW–Shimano ‏                         | + 35 ث         |               |
|               |                     |                                     |                |               |
|               |                     |                                     |                |               |

### مرحلة 6
هي مرحلة جبلية، أقيمت في 22 يونيو 2019، وامتدّت لمسافة 178.5 كيلومتر. فاز بالمركز الأول عمر ميندوزا ‏، وتصدر الترتيب العام في نهاية المرحلة خوسيه تيتو هرنانديز.
| التصنيف العام | التصنيف العام       | التصنيف العام                       | التصنيف العام  | التصنيف العام |
| العداء        | العداء              | الفريق                              | الوقت          |               |
| ------------- | ------------------- | ----------------------------------- | -------------- | ------------- |
| 1             | خوسيه تيتو هرنانديز | Orgullo Paisa ‏                      | 23 س 46 د 34 ث |               |
| 2             | عمر ميندوزا ‏        | Coldeportes Bicicletas Strongman ‏   | + 24 ث         |               |
| 3             | ألفارو دوارتي       | Néctar-Gobernación de Cundinamarca ‏ | + 37 ث         |               |
| 4             | هاينر بارا          | GW–Shimano ‏                         | + 39 ث         |               |
| 5             | Walter Pedraza ‏     | GW–Shimano ‏                         | + 40 ث         |               |
| 6             | إدوارد بلتران ‏      | ميديلين ‏                            | + 50 ث         |               |
| 7             | روبيزون أويولا      | ميديلين ‏                            | + 1 د 02 ث     |               |
| 8             | Kevin Cano ‏         | Orgullo Paisa ‏                      | + 1 د 03 ث     |               |
| 9             | أوسكار سبييا ريبيرا | ميديلين ‏                            | + 1 د 20 ث     |               |
| 10            | فرانك أوسوريو       | Coldeportes Bicicletas Strongman ‏   | + 1 د 23 ث     |               |
|               |                     |                                     |                |               |
|               |                     |                                     |                |               |

### مرحلة 7
هي مرحلة مستوية، أقيمت في 23 يونيو 2019، وامتدّت لمسافة 100 كيلومتر. فاز بالمركز الأول فايمار رولدان ‏، وتصدر الترتيب العام في نهاية المرحلة خوسيه تيتو هرنانديز.
| التصنيف العام | التصنيف العام       | التصنيف العام                       | التصنيف العام  | التصنيف العام |
| العداء        | العداء              | الفريق                              | الوقت          |               |
| ------------- | ------------------- | ----------------------------------- | -------------- | ------------- |
| 1             | خوسيه تيتو هرنانديز | Orgullo Paisa ‏                      | 25 س 48 د 45 ث |               |
| 2             | عمر ميندوزا ‏        | Coldeportes Bicicletas Strongman ‏   | + 24 ث         |               |
| 3             | ألفارو دوارتي       | Néctar-Gobernación de Cundinamarca ‏ | + 37 ث         |               |
| 4             | هاينر بارا          | GW–Shimano ‏                         | + 39 ث         |               |
| 5             | Walter Pedraza ‏     | GW–Shimano ‏                         | + 40 ث         |               |
| 6             | إدوارد بلتران ‏      | ميديلين ‏                            | + 50 ث         |               |
| 7             | روبيزون أويولا      | ميديلين ‏                            | + 1 د 02 ث     |               |
| 8             | Kevin Cano ‏         | Orgullo Paisa ‏                      | + 1 د 03 ث     |               |
| 9             | أوسكار سبييا ريبيرا | ميديلين ‏                            | + 1 د 20 ث     |               |
| 10            | فرانك أوسوريو       | Coldeportes Bicicletas Strongman ‏   | + 1 د 23 ث     |               |
|               |                     |                                     |                |               |
|               |                     |                                     |                |               |

### مرحلة 8
هي مرحلة مستوية، أقيمت في 25 يونيو 2019، وامتدّت لمسافة 106 كيلومتر. فاز بالمركز الأول بريان غوميز، وتصدر الترتيب العام في نهاية المرحلة خوسيه تيتو هرنانديز.
| التصنيف العام | التصنيف العام       | التصنيف العام                       | التصنيف العام  | التصنيف العام |
| العداء        | العداء              | الفريق                              | الوقت          |               |
| ------------- | ------------------- | ----------------------------------- | -------------- | ------------- |
| 1             | خوسيه تيتو هرنانديز | Orgullo Paisa ‏                      | 28 س 29 د 40 ث |               |
| 2             | عمر ميندوزا ‏        | Coldeportes Bicicletas Strongman ‏   | + 24 ث         |               |
| 3             | ألفارو دوارتي       | Néctar-Gobernación de Cundinamarca ‏ | + 37 ث         |               |
| 4             | هاينر بارا          | GW–Shimano ‏                         | + 39 ث         |               |
| 5             | Walter Pedraza ‏     | GW–Shimano ‏                         | + 40 ث         |               |
| 6             | إدوارد بلتران ‏      | ميديلين ‏                            | + 50 ث         |               |
| 7             | روبيزون أويولا      | ميديلين ‏                            | + 1 د 02 ث     |               |
| 8             | Kevin Cano ‏         | Orgullo Paisa ‏                      | + 1 د 03 ث     |               |
| 9             | أوسكار سبييا ريبيرا | ميديلين ‏                            | + 1 د 09 ث     |               |
| 10            | فرانك أوسوريو       | Coldeportes Bicicletas Strongman ‏   | + 1 د 23 ث     |               |
|               |                     |                                     |                |               |
|               |                     |                                     |                |               |

### مرحلة 9
هي مرحلة جبلية، أقيمت في 26 يونيو 2019، وامتدّت لمسافة 137 كيلومتر. فاز بالمركز الأول، وتصدر الترتيب العام في نهاية المرحلة هاينر بارا.
| التصنيف العام | التصنيف العام             | التصنيف العام                       | التصنيف العام  | التصنيف العام |
| العداء        | العداء                    | الفريق                              | الوقت          |               |
| ------------- | ------------------------- | ----------------------------------- | -------------- | ------------- |
| 1             | هاينر بارا                | GW–Shimano ‏                         | 32 س 17 د 49 ث |               |
| 2             | ألفارو دوارتي             | Néctar-Gobernación de Cundinamarca ‏ | + 4 ث          |               |
| 3             | فابيو دوارتي              | ميديلين ‏                            | + 1 د 09 ث     |               |
| 4             | داني أوسوريو ‏             | Orgullo Paisa ‏                      | + 1 د 17 ث     |               |
| 5             | الكسيس كاماتشو            | Coldeportes Zenú ‏                   | + 1 د 37 ث     |               |
| 6             | Jahir Pérez ‏              | Néctar-Gobernación de Cundinamarca ‏ | + 2 د 00 ث     |               |
| 7             | خوسيه تيتو هرنانديز       | Orgullo Paisa ‏                      | + 2 د 03 ث     |               |
| 8             | سلفادور مورينو هيرنانديز ‏ | Supergiros–Alcaldía de Manizales ‏   | + 2 د 06 ث     |               |
| 9             | أوسكار سبييا ريبيرا       | ميديلين ‏                            | + 3 د 54 ث     |               |
| 10            | Marco Suesca ‏             | Boyacá Raza de Campeones ‏           | + 4 د 28 ث     |               |
|               |                           |                                     |                |               |
|               |                           |                                     |                |               |

### مرحلة 10
هي مرحلة جبلية، أقيمت في 27 يونيو 2019، وامتدّت لمسافة 210.7 كيلومتر. فاز بالمركز الأول أوسكار سبييا ريبيرا، وتصدر الترتيب العام في نهاية المرحلة فابيو دوارتي.
| التصنيف العام | التصنيف العام             | التصنيف العام                       | التصنيف العام  | التصنيف العام |
| العداء        | العداء                    | الفريق                              | الوقت          |               |
| ------------- | ------------------------- | ----------------------------------- | -------------- | ------------- |
| 1             | فابيو دوارتي              | ميديلين ‏                            | 37 س 43 د 43 ث |               |
| 2             | Jahir Pérez ‏              | Néctar-Gobernación de Cundinamarca ‏ | + 2 د 06 ث     |               |
| 3             | سلفادور مورينو هيرنانديز ‏ | Supergiros–Alcaldía de Manizales ‏   | + 2 د 07 ث     |               |
| 4             | الكسيس كاماتشو            | Coldeportes Zenú ‏                   | + 2 د 13 ث     |               |
| 5             | خوسيه تيتو هرنانديز       | Orgullo Paisa ‏                      | + 2 د 39 ث     |               |
| 6             | أوسكار سبييا ريبيرا       | ميديلين ‏                            | + 2 د 41 ث     |               |
| 7             | ألفارو دوارتي             | Néctar-Gobernación de Cundinamarca ‏ | + 3 د 16 ث     |               |
| 8             | هاينر بارا                | GW–Shimano ‏                         | + 7 د 26 ث     |               |
| 9             | داني أوسوريو ‏             | Orgullo Paisa ‏                      | + 7 د 32 ث     |               |
| 10            | روبيزون أويولا            | ميديلين ‏                            | + 7 د 40 ث     |               |
|               |                           |                                     |                |               |
|               |                           |                                     |                |               |

### مرحلة 11
هي مرحلة جبلية، أقيمت في 28 يونيو 2019، وامتدّت لمسافة 149.5 كيلومتر. فاز بالمركز الأول Óscar Quiroz ‏، وتصدر الترتيب العام في نهاية المرحلة فابيو دوارتي.
| التصنيف العام | التصنيف العام             | التصنيف العام                       | التصنيف العام  | التصنيف العام |
| العداء        | العداء                    | الفريق                              | الوقت          |               |
| ------------- | ------------------------- | ----------------------------------- | -------------- | ------------- |
| 1             | فابيو دوارتي              | ميديلين ‏                            | 41 س 24 د 35 ث |               |
| 2             | Jahir Pérez ‏              | Néctar-Gobernación de Cundinamarca ‏ | + 2 د 06 ث     |               |
| 3             | سلفادور مورينو هيرنانديز ‏ | Supergiros–Alcaldía de Manizales ‏   | + 2 د 07 ث     |               |
| 4             | الكسيس كاماتشو            | Coldeportes Zenú ‏                   | + 2 د 13 ث     |               |
| 5             | خوسيه تيتو هرنانديز       | Orgullo Paisa ‏                      | + 2 د 39 ث     |               |
| 6             | أوسكار سبييا ريبيرا       | ميديلين ‏                            | + 2 د 41 ث     |               |
| 7             | ألفارو دوارتي             | Néctar-Gobernación de Cundinamarca ‏ | + 3 د 16 ث     |               |
| 8             | هاينر بارا                | GW–Shimano ‏                         | + 7 د 26 ث     |               |
| 9             | داني أوسوريو ‏             | Orgullo Paisa ‏                      | + 7 د 32 ث     |               |
| 10            | روبيزون أويولا            | ميديلين ‏                            | + 7 د 40 ث     |               |
|               |                           |                                     |                |               |
|               |                           |                                     |                |               |

### مرحلة 12
هي مرحلة جبلية متوسطة، أقيمت في 29 يونيو 2019، وامتدّت لمسافة 157.3 كيلومتر. فاز بالمركز الأول براندون ريفيرا ‏، وتصدر الترتيب العام في نهاية المرحلة فابيو دوارتي.
| التصنيف العام | التصنيف العام             | التصنيف العام                       | التصنيف العام  | التصنيف العام |
| العداء        | العداء                    | الفريق                              | الوقت          |               |
| ------------- | ------------------------- | ----------------------------------- | -------------- | ------------- |
| 1             | فابيو دوارتي              | ميديلين ‏                            | 45 س 33 د 04 ث |               |
| 2             | سلفادور مورينو هيرنانديز ‏ | Supergiros–Alcaldía de Manizales ‏   | + 2 د 13 ث     |               |
| 3             | الكسيس كاماتشو            | Coldeportes Zenú ‏                   | + 2 د 41 ث     |               |
| 4             | خوسيه تيتو هرنانديز       | Orgullo Paisa ‏                      | + 2 د 45 ث     |               |
| 5             | أوسكار سبييا ريبيرا       | ميديلين ‏                            | + 3 د 09 ث     |               |
| 6             | ألفارو دوارتي             | Néctar-Gobernación de Cundinamarca ‏ | + 3 د 22 ث     |               |
| 7             | Jahir Pérez ‏              | Néctar-Gobernación de Cundinamarca ‏ | + 3 د 23 ث     |               |
| 8             | هاينر بارا                | GW–Shimano ‏                         | + 7 د 28 ث     |               |
| 9             | داني أوسوريو ‏             | Orgullo Paisa ‏                      | + 7 د 38 ث     |               |
| 10            | Freddy Montaña ‏           | Nu Colombia ‏                        | + 8 د 18 ث     |               |
|               |                           |                                     |                |               |
|               |                           |                                     |                |               |

### مرحلة 13
هي مرحلة من نوع سباق زمن فردي، أقيمت في 30 يونيو 2019، وامتدّت لمسافة 22 كيلومتر. فاز بالمركز الأول Brayan Sánchez ‏، وتصدر الترتيب العام في نهاية المرحلة فابيو دوارتي.
| التصنيف العام | التصنيف العام             | التصنيف العام                       | التصنيف العام  | التصنيف العام |
| العداء        | العداء                    | الفريق                              | الوقت          |               |
| ------------- | ------------------------- | ----------------------------------- | -------------- | ------------- |
| 1             | فابيو دوارتي              | ميديلين ‏                            | 46 س 01 د 45 ث |               |
| 2             | سلفادور مورينو هيرنانديز ‏ | Supergiros–Alcaldía de Manizales ‏   | + 2 د 56 ث     |               |
| 3             | أوسكار سبييا ريبيرا       | ميديلين ‏                            | + 3 د 11 ث     |               |
| 4             | خوسيه تيتو هرنانديز       | Orgullo Paisa ‏                      | + 3 د 14 ث     |               |
| 5             | الكسيس كاماتشو            | Coldeportes Zenú ‏                   | + 3 د 35 ث     |               |
| 6             | ألفارو دوارتي             | Néctar-Gobernación de Cundinamarca ‏ | + 4 د 03 ث     |               |
| 7             | Jahir Pérez ‏              | Deprisa Team ‏                       | + 6 د 13 ث     |               |
| 8             | داني أوسوريو ‏             | Orgullo Paisa ‏                      | + 8 د 32 ث     |               |
| 9             | Freddy Montaña ‏           | Nu Colombia ‏                        | + 9 د 11 ث     |               |
| 10            | هاينر بارا                | GW–Shimano ‏                         | + 9 د 35 ث     |               |
|               |                           |                                     |                |               |
|               |                           |                                     |                |               |

## التصنيف العام النهائي
| التصنيف العام | التصنيف العام             | التصنيف العام                       | التصنيف العام  | التصنيف العام |
| العداء        | العداء                    | الفريق                              | الوقت          |               |
| ------------- | ------------------------- | ----------------------------------- | -------------- | ------------- |
| 1             | فابيو دوارتي              | ميديلين ‏                            | 46 س 01 د 45 ث |               |
| 2             | سلفادور مورينو هيرنانديز ‏ | Supergiros–Alcaldía de Manizales ‏   | + 2 د 56 ث     |               |
| 3             | أوسكار سبييا ريبيرا       | ميديلين ‏                            | + 3 د 11 ث     |               |
| 4             | خوسيه تيتو هرنانديز       | Orgullo Paisa ‏                      | + 3 د 14 ث     |               |
| 5             | الكسيس كاماتشو            | Coldeportes Zenú ‏                   | + 3 د 35 ث     |               |
| 6             | ألفارو دوارتي             | Néctar-Gobernación de Cundinamarca ‏ | + 4 د 03 ث     |               |
| 7             | Jahir Pérez ‏              | Néctar-Gobernación de Cundinamarca ‏ | + 6 د 13 ث     |               |
| 8             | داني أوسوريو ‏             | Orgullo Paisa ‏                      | + 8 د 32 ث     |               |
| 9             | Freddy Montaña ‏           | Nu Colombia ‏                        | + 9 د 11 ث     |               |
| 10            | هاينر بارا                | GW–Shimano ‏                         | + 9 د 35 ث     |               |
|               |                           |                                     |                |               |
|               |                           |                                     |                |               |

### تصنيف النقاط
| تصنيف النقاط | تصنيف النقاط        | تصنيف النقاط                        | تصنيف النقاط | تصنيف النقاط |
| العداء       | العداء              | الفريق                              | النقاط       |              |
| ------------ | ------------------- | ----------------------------------- | ------------ | ------------ |
| 1            | فايمار رولدان ‏      | ميديلين ‏                            | 64 نقطة      |              |
| 2            | فابيو دوارتي        | ميديلين ‏                            | 54 نقطة      |              |
| 3            | ويليام مونيوز ‏      | Coldeportes Bicicletas Strongman ‏   | 51 نقطة      |              |
| 4            | بريان غوميز         | فريق مانزانا بوستوبون ‏              | 46 نقطة      |              |
| 5            | ألفارو دوارتي       | Néctar-Gobernación de Cundinamarca ‏ | 45 نقطة      |              |
| 6            | أوسكار سبييا ريبيرا | ميديلين ‏                            | 43 نقطة      |              |
| 7            | Julián Molano ‏      | Coldeportes Zenú ‏                   | 42 نقطة      |              |
| 8            | خوسيه تيتو هرنانديز | Orgullo Paisa ‏                      | 37 نقطة      |              |
| 9            | هاينر بارا          | GW–Shimano ‏                         | 33 نقطة      |              |
| 10           | Brayan Sánchez ‏     | Orgullo Paisa ‏                      | 32 نقطة      |              |
|              |                     |                                     |              |              |
|              |                     |                                     |              |              |

### تصنيف الجبال
| تصنيف الجبال | تصنيف الجبال          | تصنيف الجبال                        | تصنيف الجبال | تصنيف الجبال |
| العداء       | العداء                | الفريق                              | النقاط       |              |
| ------------ | --------------------- | ----------------------------------- | ------------ | ------------ |
| 1            | ألفارو دوارتي         | Néctar-Gobernación de Cundinamarca ‏ | 42 نقطة      |              |
| 2            | داني أوسوريو ‏         | Orgullo Paisa ‏                      | 33 نقطة      |              |
| 3            | Walter Pedraza ‏       | GW–Shimano ‏                         | 31 نقطة      |              |
| 4            | هاينر بارا            | GW–Shimano ‏                         | 21 نقطة      |              |
| 5            | فابيو دوارتي          | ميديلين ‏                            | 18 نقطة      |              |
| 6            | Kevin Cano ‏           | Orgullo Paisa ‏                      | 12 نقطة      |              |
| 7            | Diego Armando Soracá ‏ | Boyacá es Para Vivirla ‏             | 10 نقطة      |              |
| 8            | Ivan Darío Bothia ‏    | Boyacá Raza de Campeones ‏           | 10 نقطة      |              |
| 9            | أوسكار سبييا ريبيرا   | ميديلين ‏                            | 10 نقطة      |              |
| 10           | أريستوبولو كالا ‏      | Coldeportes Bicicletas Strongman ‏   | 10 نقطة      |              |
|              |                       |                                     |              |              |
|              |                       |                                     |              |              |

## تصنيف الفرق

### الفرق حسب الوقت
| تصنيف الفرق حسب الوقت | تصنيف الفرق حسب الوقت               | تصنيف الفرق حسب الوقت | تصنيف الفرق حسب الوقت |
| الفريق                | الفريق                              | الوقت                 |                       |
| --------------------- | ----------------------------------- | --------------------- | --------------------- |
| 1                     | ميديلين 2019 ‏                       | 137 س 48 د 27 ث       |                       |
| 2                     | Orgullo Paisa ‏                      | + 4 د 53 ث            |                       |
| 3                     | Néctar-Gobernación de Cundinamarca ‏ | + 11 د 48 ث           |                       |
| 4                     | Boyacá Raza de Campeones ‏           | + 15 د 09 ث           |                       |
| 5                     | Coldeportes Bicicletas Strongman ‏   | + 19 د 41 ث           |                       |
| 6                     | Supergiros–Alcaldía de Manizales ‏   | + 22 د 12 ث           |                       |
| 7                     | Nu Colombia ‏                        | + 24 د 06 ث           |                       |
| 8                     | Coldeportes Zenú ‏                   | + 24 د 29 ث           |                       |
| 9                     | GW–Shimano ‏                         | + 43 د 35 ث           |                       |
| 10                    | Sundark Arawak ‏                     | + 1 س 04 د 21 ث       |                       |
|                       |                                     |                       |                       |
|                       |                                     |                       |                       |

## تصانيف فرعية

### تصنيف أفضل عداء
| تصنيف أفضل عداء | تصنيف أفضل عداء          | تصنيف أفضل عداء                     | تصنيف أفضل عداء | تصنيف أفضل عداء |
| العداء          | العداء                   | الفريق                              | النقاط          |                 |
| --------------- | ------------------------ | ----------------------------------- | --------------- | --------------- |
| 1               | ويليام مونيوز ‏           | Coldeportes Bicicletas Strongman ‏   | 26 نقطة         |                 |
| 2               | Diego Armando Soracá ‏    | Boyacá es Para Vivirla ‏             | 21 نقطة         |                 |
| 3               | Sebastián Caro ‏          | Néctar-Gobernación de Cundinamarca ‏ | 12 نقطة         |                 |
| 4               | Andrés Camilo Pedroza ‏   | Coldeportes Bicicletas Strongman ‏   | 12 نقطة         |                 |
| 5               | فايمار رولدان ‏           | ميديلين ‏                            | 10 نقطة         |                 |
| 6               | Miguel Ángel Mogollón ‏   | EBSA Empresa de Energía Boyacá ‏     | 9 نقطة          |                 |
| 7               | Jhon Anderson Rodríguez ‏ | Nu Colombia ‏                        | 8 نقطة          |                 |
| 8               | Juan Diego Hoyos ‏        | Supergiros–Alcaldía de Manizales ‏   | 8 نقطة          |                 |
| 9               | Carlos Andrés Parra ‏     | Boyacá Raza de Campeones ‏           | 6 نقطة          |                 |
| 10              | Óscar Quiroz ‏            | Coldeportes Bicicletas Strongman ‏   | 6 نقطة          |                 |
|                 |                          |                                     |                 |                 |
|                 |                          |                                     |                 |                 |

### تصنيف أفضل شاب
| تصنيف أفضل شاب | تصنيف أفضل شاب         | تصنيف أفضل شاب                  | تصنيف أفضل شاب  | تصنيف أفضل شاب |
| العداء         | العداء                 | الفريق                          | الوقت           |                |
| -------------- | ---------------------- | ------------------------------- | --------------- | -------------- |
| 1              | Jhojan García ‏         | ميديلين ‏                        | 46 س 15 د 01 ث  |                |
| 2              | Rafael Pineda ‏         | Boyacá Raza de Campeones ‏       | + 29 ث          |                |
| 3              | Esneyder Báez ‏         | EBSA Empresa de Energía Boyacá ‏ | + 6 د 24 ث      |                |
| 4              | Kevin Cano ‏            | Orgullo Paisa ‏                  | + 7 د 37 ث      |                |
| 5              | Harold Tejada ‏         | ميديلين ‏                        | + 30 د 21 ث     |                |
| 6              | Santiago Ordóñez ‏      | Nu Colombia ‏                    | + 33 د 39 ث     |                |
| 7              | دييغو كامارغو ‏         | Coldeportes Zenú ‏               | + 35 د 00 ث     |                |
| 8              | Miguel Ángel Mogollón ‏ | EBSA Empresa de Energía Boyacá ‏ | + 44 د 08 ث     |                |
| 9              | Julián Molano ‏         | Coldeportes Zenú ‏               | + 1 س 06 د 42 ث |                |
| 10             | Juan Diego Guerrero ‏   | Sundark Arawak ‏                 | + 1 س 09 د 44 ث |                |
|                |                        |                                 |                 |                |
|                |                        |                                 |                 |                |